# Medardo Gómez
Medardo Gómez Soto, född 8 juni 1945, är biskop för den lutherska kyrkan i El Salvador. Han vigdes till Centralamerikas förste lutherske biskop 1986 av Åke Kastlund. Gómez blev 1992 nominerad till Nobels fredspris. Han avled den 27 mars 2025 i San Salvador, El Salvador.